# Diecéze kafarnaumská
Diecéze kafarnaumská (latinsky Dioecesis Capharnensis) byla zřízena katolickou církví jako domnělá obnovená diecéze v Palestině sufragánní vůči titulární arcidiecézi skytopolské. Nemáme ji však doloženu v římské době, ani v době křižáckých států. Proto byla při revizi dokumentu Index sedium titularium vyřazena ze seznamu a po smrti posledníto tituláře již nebyla udělena. 

## Seznam titulárních biskupů kafarnaumských
- Biagio de Vicari (1728 - 1733)
- Christoph Nebel (1733 - 1769)
- Rudolf Joseph von Edling (1769 - 1774)
- Ermenold Piesport, O.S.B. 1776 - 1778)
- Karel Godefried z Rosenthalu (1779 - 1800)
- Joseph Hieronymus Karl von Kolborn (1806 - 1816)
- Filippo Cammarota (1849 - 1854)
- Mariano Fernández Fortique (1854 - 1866)
- Bernardino Trionfetti, O.F.M. (1880 - 1884)
- Giovanni Battista Bertagna (1884 - 1901)
- Gennaro Trama (1901 - 1902)
- Luigi Piccardo (1902 - 1917)
- Luigi Barlassina (1918 - 1920)
- Santos Ballesteros López, O.A.R. (1920 - 3. červenec 1947†)